# Андигена
Андигена (Andigena) — рід дятлоподібних птахів родини туканових (Ramphastidae). Включає 4 види.

## Поширення
Рід поширений у гірських вологих лісах Анд від Болівії до Венесуели. Андигени поширені на висоті від 1600 до 3300 метрів над рівнем моря.

## Види
- Андигена блакитна (Andigena hypoglauca)
- Андигена строкатодзьоба (Andigena laminirostris)
- Андигена зеленодзьоба (Andigena cucullata)
- Андигена білощока (Andigena nigrirostris)